# Philhygra britteni
Philhygra britteni är en skalbaggsart som beskrevs av Joy 1913. Philhygra britteni ingår i släktet Philhygra, och familjen kortvingar. Arten är reproducerande i Sverige.